# Charinus seychellarum
Charinus seychellarum е вид паякообразно от семейство Charinidae. Видът е уязвим и сериозно застрашен от изчезване.

## Разпространение
Разпространен е в Сейшели.